# Paradeudorix
Paradeudorix is een geslacht van vlinders van de familie van de Lycaenidae, uit de onderfamilie van de Theclinae. De wetenschappelijke naam en de beschrijving van dit geslacht werden voor het eerst in 2004 gepubliceerd door Michel Libert.
De soorten van dit geslacht komen voor in tropisch Afrika.

## Soorten
- Paradeudorix boormani (Larsen, 1996)
- Paradeudorix canescens (Joicey & Talbot, 1921)
- Paradeudorix cobaltina (Stempffer, 1964)
- Paradeudorix eleala (Hewitson, 1865)
- Paradeudorix elealodes (Bethune-Baker, 1908)
- Paradeudorix ituri (Bethune-Baker, 1908)
- Paradeudorix kafuensis (Neave, 1910)
- Paradeudorix marginata (Stempffer, 1962)
- Paradeudorix michelae Libert, 2004
- Paradeudorix moyambina (Bethune-Baker, 1904)
- Paradeudorix nyanzana (Stempffer, 1957)
- Paradeudorix petersi (Stempffer & Bennett, 1956)
- Paradeudorix tenuivittata (Stempffer, 1951)